# Frank Pettingell
Frank Pettingell est un acteur britannique (1er janvier 1891-17 février 1966) dont le répertoire d’un large éventail (Shakespeare, Shaw et Barrie ; il fut aussi Teddy Brewster dans Arsenic and Old Lace et Mr Gooch dans Daphne Laureola) le rendit immensément populaire en Angleterre. Sa carrière, qui s’étendit sur plus de 50 ans, inclut des rôles au cinéma, à la télévision, plusieurs écritures d’adaptations radiophoniques ou télévisuelles de même que quelques mises en scène.

## Filmographie partielle
- 1933 : The Lucky Number, d'Anthony Asquith
- 1938 : Queer Cargo, de Harold D. Schuster
- 1940 : Busman's Honeymoon de Arthur B. Woods
- 1948 : L'Évadé de Dartmoor (Escape) de Joseph L. Mankiewicz
- 1952 : The Great Game, de Maurice Elvey
- 1952 : Trois Dames et un as (The Card) de Ronald Neame
- 1953 : Meet Mr. Lucifer d'Anthony Pelissier
- 1962 : Le Verdict (Term of Trial), de Peter Glenville
- 1964 : Becket, de Peter Glenville